# Luchsspinnen
Die Luchsspinnen (Oxyopidae), auch Scharfaugenspinnen genannt, sind eine Familie der Echten Webspinnen innerhalb der Überfamilie der Wolfspinnenartigen (Lycosoidea), die derzeit aus neun Gattungen mit 457 Arten besteht. (Stand: 1. Juni 2019)
Die Familie ist vorwiegend in den Tropen und den warm-gemäßigten Zonen anzutreffen. Nur wenige Arten fühlen sich in der paläarktischen Region oder in den winterkalten Gebieten Nordamerikas wohl. In der polaren Zone fehlen sie. 

## Beschreibung
Luchsspinnen sind mit einem hoch aufgewölbten ovalen Rückenschild kräftig gebaut. Sie haben einen länglichen Hinterleib, der sich nach hinten verschmälert. Sie sind aber außerordentlich formen- und farbenreich und daher, nimmt man die gesamte Familie, auf den ersten Blick leicht mit Wolfspinnen, Krabbenspinnen oder Streckerspinnen zu verwechseln, zumal sich ihre Balz- und Paarungsstrategien ähneln. Sie haben auffällig schwarz bedornte und dünne, gleich lange Beine. Die Männchen sind meist schlanker als die Weibchen und haben, ebenso wie die Männchen der Wolfspinnen, Sackspinnen und Glattbauchspinnen, auffällig längere Beine als die Weibchen. 
Ihre Lebensweise erfordert eine Anpassung des Sehsinns sowie der Tarsen. Sie verfügen über ein großes und nach vorn gerichtetes Augenpaar (vordere Mittelaugen), um räumliches Sehen zu ermöglichen. Die drei anderen Paare sind kleiner ausgebildet und kreisförmig oder in vier übereinander liegenden Reihen angeordnet. Ihre Tarsen weisen überraschend wenige Setae auf, jedoch scheint sie das nicht bei ihrer Aktivität zu behindern.

## Balztanz
Die längeren Beine versetzen die Männchen in die Lage, den Weibchen beim Geschlechtsakt überlegen zu sein. Wie bei den Springspinnen sind visuelle Reize die primären Balzauslöser, aber taktile und chemische Stimuli spielen ebenso eine Rolle. Luchsspinnen erkennen ihren Partner aus mehreren Zentimetern Entfernung. Das Männchen führt einen Balztanz vor, bei dem die dunkel gefärbten Palpen in besonderer Weise bewegt werden. Je nach Art variieren die Bewegungen von Palpen, Beinen und Hinterleib. Der Balztanz wird von Beinberührungen begleitet, bevor die Kopulation beginnt.

## Lebensweise und Brutpflege
Luchsspinnen sind meist tagaktive Jäger, die sich auf das netzlose Fangen von Beute auf krautigen Pflanzen oder in der Strauchschicht spezialisiert haben. Ebenso wie Springspinnen laufen sie auf Blättern und Stämmen umher und springen von Blatt zu Blatt. Dabei sichern auch sie sich stets mit einem Faden ab, der vor dem Absprung an der Unterlage befestigt wird. Die Beute wird angesprungen. Nur wenige sind weniger agil und lauern ihrer Beute auf. Dabei pressen sie sich an Stämme oder warten wie die Krabbenspinnen auf Blüten auf die passende Beute.
Luchsspinnenweibchen spinnen Eikokons, die an Pflanzen, z. B. wilden Buchweizen, geheftet und auch bewacht werden. Die Mutter webt bei einigen Arten, z. B. bei der Grünen Luchsspinne, ein schützendes Gespinst aus Blättern locker zusammen, in dem sich die geschlüpften Jungtiere die erste Zeit entwickeln können. Es wird von Peucetia-Arten berichtet, die ihr gesamtes Leben auf einer Pflanze verbringen.

## Einheimische Arten
Die mit weitem Abstand größte Gattung ist Oxyopes, von der mindestens vier Arten in Mitteleuropa vorkommen. Der tagaktive Vertreter Oxyopes ramosus ist die am häufigsten gefundene von ihnen. Sie sind aber, ebenso wie trocken-warme Biotope insgesamt, selten anzutreffen. Weitere heimische Arten sind Oxyopes heterophthalmus, Oxyopes lineatus und Oxyopes nigripalpis, die bei Sonnenschein auf der Vegetation (Heidekraut, Gebüsch) nach Beute suchen.

## Systematik
Der World Spider Catalog listet für die Luchsspinnen aktuell 9 Gattungen und 457 Arten. (Stand: 1. Juni 2019)
- Hamadruas Deeleman-Reinhold, 2009
- Hamataliwa Keyserling, 1887
- Hostus Simon, 1898
  - Hostus paroculus Simon, 1898
- Oxyopes Latreille, 1804
  - Pracht-Luchsspinne (Oxyopes ramosus Martini & Goeze, 1778)
- Peucetia Thorell, 1869
  - Grüne Luchsspinne (Peucetia viridans Hentz, 1832)
- Pseudohostus Rainbow, 1915
  - Pseudohostus squamosus Rainbow, 1915
- Schaenicoscelis Simon, 1898
- Tapinillus Simon, 1898
- Tapponia Simon, 1885
  - Tapponia micans Simon, 1885